# Георгий V Блистательный
Георгий V Блистательный (груз. გიორგი V ბრწყინვალე) (1286—1346) — царь Грузии (1299, 1314—1346). Младший сын Деметре II (и его третьей жены Нателы, дочери правителя Южной Грузии Беки Джакели). Из династии Багратионов.
Георгий V был гибким и дальновидным политиком, он освободил Грузию от векового монгольского владычества, восстановив прежнюю мощь страны и христианскую культуру.

## Грузия в первой половине XIV века
В конце XIII века единое государство Хулагуидов переживало глубокий кризис. Сельское хозяйство было расстроено, города пришли в упадок, государственный доход катастрофически сокращался. Баскаки разоряли и без того нищее население; монгольские царевичи и нойоны стремились к отделению от центра, покорённые народы восставали.
Газан-хан (1295—1304), выдающийся представитель династии Хулагуидов, попытался спасти государство. Он провел энергичные мероприятия, сместил мздоимцев-баскаков, упорядочил налоговую систему, принял меры к оживлению сельского хозяйства, торговли и обмена. Но все усилия Газан-хана поправить положение оказались тщетными: процесс распада монгольского государства продолжался, а после смерти ильхана Абу Саида (1316—1335) государство Хулагуидов распалось.

### Последствия господства монголов
Господство монголов имело тяжёлые последствия для Грузии. Нарушилось политическое единство страны. В начале XIV века установилось «многоцарствие». В Восточной Грузии монголы противопоставили друг другу братьев — сыновей Деметре II: Давида VIII, Вахтанга III и Георгия.
В Западной Грузии после смерти Давида VI Нарина правили его сыновья Вахтанг и Константин, а в Рача-Лечхуми и Аргвети стал править их брат Микэл. Усилились и вышли из повиновения царю дидебулы (крупные феодалы).
Восстания против поработителей, участие в походах монголов, различные эпидемии, занесенные в Грузию монголами, резко сократили население Грузии. Превращение Грузии в арену столкновений между Золотой Ордой и государством Хулагуидов, бесчинства многочисленных карательных экспедиций привели страну в полный упадок. Были разорены города и сёла, уничтожено сельское хозяйство, заглохли ремесла. В страхе перед Золотой Ордой ильханы перенесли дальше к югу торговый путь, связывающий восток с западом, что отрицательно сказалось на экономике страны. Главные производительные силы страны — крестьяне не имели возможности платить налоги. Разоренное население покидало обжитые земли своих предков и искало прибежища в других местах. Большая часть земли оставалась необработанной.
Сравнительно лучшее положение было в Самцхе. Внутри же страны царили анархия и беспорядок, что особенно чувствовалось в горных районах. Создавшимся положением воспользовались осетины-аланы, страдавшие от малоземелья после нашествия монголов, завоевавших всю равнинную часть Алании, и начали совершать набеги на Картли с Северного Кавказа, завоевав в 1299 году город Гори во главе со своим царем, известным по различным источникам как Ос-Багатар II. Город был отбит грузинским царем лишь в 1320 году.
На общем фоне жизни Грузии XIV в. резко выделялись следы пережитого народом безвременья. Монгольское владычество, или, как по-грузински выражались в то время, «улусоба» (засилие улусов), привело к заметному изменению экономического и социально-политического положения страны.
Около 1310 г. ильхан государства Хулагуидов Абу Саид Бахадур-хан отмечал в одной из своих грамот, что в Аниси и других областях Грузии самовольно и незаконно взимались различные, многочисленные, налоги. Поэтому, говорилось в грамоте, «страна пришла в запустение, мелкий люд рассеялся, и городские мамасахлисы», то есть более зажиточные горожане, тоже обремененные несправедливыми налогами, «бросили своё недвижимое и движимое имущество, дома и бежали».
Этот документ особенно красноречиво свидетельствует — в каком невыносимом положении находились производители материальных благ, которые, подвергаясь притеснениям со стороны монголов-баскаков, в неменьшей мере страдали и от бесчисленных поборов в пользу местных феодалов и церкви.
Из Грузии в монгольскую казну в то время ежегодно поступало приблизительно 900 000 руб. золотом. На основании этого факта считают, что государственный доход времен господства монголов составлял приблизительно лишь четвертую часть государственного дохода Грузии домонгольского периода.
Но действительные размеры наступившего при монголах экономического упадка Грузии гораздо лучше отображает не снижение государственных доходов, а картина разрушенного хозяйства, плачевного положения согнанных со своих земель крестьян, опустевших городов, целых опустошенных областей, описание чего мы находим в исторических источниках.
Особенно сильно пострадали долины Мтквари (Куры), Иори и Алазани. Монголами были разрушены города Рустави, Хунани, Шамхор. Совершенно опустели богатые земли Камбечан-Шираки, Гардабани, Самгори-Рустави. От Грузии фактически была отторгнута расположенная к востоку от Эрети страна Шаки-Ширван (от Гишис-цкали до р. Чаганусун). Все эти места превратились в стойбища монгольских орд и в пастбища для их табунов.
Такое же положение создалось и в армянских областях. Доведённые до нищеты, армянские крестьяне целыми селами уходили из одних областей Грузии в другие или за её пределы.
Одной из главных причин экономического упадка страны явилось обострение классовой борьбы между феодалами и крестьянами. Крестьянин не мог более выдержать натиска «собственных» и «чужих», хищников, то есть поборов, производимых грузинскими феодалами и монгольскими баскаками; он бросал обесцененное хозяйство, снимался с места, делался хизаном или богано. Причем, от мелких азнауров крестьяне бежали к крупным, искали приюта у владетелей, принявших «хасинджу», а также у церквей монастырей, надеясь на более выгодные условия существования. Беглые крестьяне находили сочувствие и поддержку среди местного крестьянства. Братья по классу охотно предоставляли им убежище, укрывая их от преследования со стороны господ.
Страна переживала безвременье. Помещик лишался барщины и оброка, а баскак — возможности собирать дань.
Феодалы предпринимали настойчивые попытки вернуть беглых крестьян, обращаясь за помощью к властям. Идя навстречу пожеланиям феодалов, Газан-хан в 1303 году издал указ, в силу которого крестьянам запрещалось самовольно покидать пудзе, а феодалам — давать приют хизанам и богано. Согласно указу, феодалу предоставлялось право в течение 30 лет вести розыски и возвращать себе беглых.
Практика прикрепления грузинского крестьянства к пудзе была давнишним явлением, и реальное значение указа Газан-хана состояло разве только в том, что, опираясь на него, грузинские феодалы могли ещё энергичнее проводить дело окончательного закрепощения тех из мдабиуров-воинов, которые пока ещё сохраняли личную свободу.
В то же самое время в Грузии обострились отношения между горскими общинами и долиной. Горцы старались избавиться от навязанных им силой феодальных отношений, восстановить свою былую свободу. Они убивали царских эриставов, правителей и других чиновников, изгоняли служителей христианской церкви, совершали набеги на долинные области.
Со своей стороны, феодальное государство пыталось покорить восставших горцев оружием, законодательным путём утвердить те же общественные отношения, которые существовали в долине, силою креста и евангелия вернуть горские племена под власть феодального государства.

### Возникновение сатавадо
Экономический упадок Грузии приводил к подрыву основ её политического единства. Многие города прекратили своё существование, другие влачили жалкую жизнь, резко сократилась выработка ремесленных изделий, и соответственно ослабли обмен и торговля.
Мтавары и дидебулы-азнауры добились права наследственного владения крепостными и землями, которые жаловали им цари в виде «дидеба». Мтаварам и эриставам, как патронам, подчинились азнауры и мдабиуры-воины, державшие земельные наделы в их самтавро и эриставствах.
Эриставы-эриставов воспользовались таким ослаблением царской власти и, при активной поддержке монголов, они, как мтавары, присвоили себе прерогативы царя.
В это же время на основе тех же социально-экономических отношений формировалась более мелкая, самодовлеющая организация, именно «дом» (сахли) дидебул-азнаура — сатавадо, который становится главной опорой усилившихся мтаваров или измельчавших царей.
К XIV веку дидебулы-азнауры, эти непосредственные социальные предки позднейших тавадов (князей), уже выделились из общего слоя азнауров и составили собою отдельное сословие. Теперь для окончательного формирования сатавадо не хватало только условия, чтобы государь (царь или мтавар) предоставил дидебул-азнауру право выставлять войско с территории своего дома. С реализацией этого условия отпал, как уже излишний, институт эриставов с соответствующим переходом его военной функции к тавадам.

## Ранние годы
После смерти отца Георгий воспитывался при дворе деда Беки Джакели, фактически независимого правителя Самцхе, владения которого охватывали территорию от Ташискари до Басиани.
В 1314 году монголы утвердили на царство сына Давида VIII — Георгия VI Мцире (‘Малого’) (первоначально Георгия VI был возведён на трон в 1308 году ещё при жизни отца с регентством дяди — Георгия V). После смерти Георгия Малого престол во второй раз занимает младший сын Деметре II — Георгий V. К этому времени его старших братьев Давида и Вахтанга уже не была в живых, и в руках царя сосредоточилась бо̀льшая часть страны. Так началось в новых условиях вторичное собирание грузинских земель в единое государство. Благоприятная внешнеполитическая обстановка, дружба с двором монгольского хана, а также политический дар позволили Георгию добиться в деле объединения страны значительных успехов.
К моменту воцарения Георгия V в стране сложилось катастрофическое положение. Фактически стоял вопрос жизни или смерти грузинского государства. Георгий V начал активную деятельность по возрождению страны ещё до воцарения.

## Успешная дипломатическая и военная политика Георгия V

### Отношения Георгия V с ильханами
Как мы знаем, во второй половине XIII в. наметился распад единого грузинского государства. За Лихским хребтом, в Западной Грузии, определилось независимое Имеретинское царство. Фактически независимым от царя Грузии стало и самтавро — Самцхе. Позднее остальная часть страны, по воле монгольского хана, была разделена между сыновьями Деметре II.
В 1316—1317 годах в результате переговоров Георгия V с египетским султаном Грузии был возвращён Иерусалимский Крестовый монастырь и ключи от святилища, некогда отнятого мусульманами и превращённого в мечеть. Грузины получили право въезжать в Иерусалим верхом на конях с развернутыми знаменами.
Георгий V видел, что могуществу монголов пришел конец, и рано или поздно их государство развалится. Следовало действовать крайне осторожно и благоразумно, дабы Грузия не оказалась в этих развалинах. Для этого Георгий V изменил свою политику в отношении ильханов: отказался от восстаний против них и не стал враждовать с ними.
В 1316 г., когда, после смерти Олджейту, на ильханский престол был возведен малолетний Абу Саид, царь Георгий V поехал в орду представиться хану. Первым везиром хана был Чобан, близкий друг царя Георгия V. Чобан дорожил этой дружбой, полагаясь на верность грузинского царя. И действительно, Георгий V был предан Чобану. Мудрыми советами и воинской доблестью, проявленной в совместных с монголами походах, он заслужил большое доверие ханского двора. Потому-то прибывшему в орду царю Георгию V Чобан «дал всю Грузию и всех мтаваров Грузии, и сыновей царя Давида, и месхов, сыновей Бека»; иначе говоря, он дал право Георгию V собрать воедино грузинские земли, подчинить себе мтаваров и царей, в частности, сыновей своего брата — царя Давида. Это означало, что двор монгольского хана, переживая политический кризис, уже был не в состоянии поддержать в Грузии центробежные тенденции многочисленных мелких государей.
Таким образом, успешной внешней политикой, Георгий V установил добрые отношения с ильханским эмиром Чобаном, который из-за малолетства хана Абу Саида сам правил страной. Георгий V добился от Чобана права самому собирать дань. Это было очень важно, так как сборщики налогов обманывали крестьян и взимали с них больше, чем было установлено, а иногда даже дважды взимали одну и ту же подать. Со своей стороны, Чобан также был заинтересован в добрых отношениях с Георгием V, так как надеялся на военную силу грузин. Дидебулы отвыкли от твердой власти царя, поэтому, заручившись поддержкой монгольского двора, царь Георгий V приступил к объединению Грузии и стал проводить радикальные меры. Постепенно он подчинил себе многих мтаваров и эриставов. Царь беспощадно расправлялся с непокорными.
Так, например, в 1335 (в 100-летнюю годовщину установления монгольского ига) году, находясь в Кахети, в своем летнем дворце, по приказу царя на горе Циви были вызваны на дарбаз эриставы Сомхети (Армении) и Эрети, обвиненных в измене. По требованию царя, эти эриставы были преданы смерти на месте же. Царь пресёк набеги осетин и освободил от них город Гори.
Доверие Чобана царь Георгий V, прежде всего, использовал для того, чтобы ограничить произвол баскаков в стране и добиться сокращения численности монгольского оккупационного войска.
В 1329 году скончался Микэл, сын Давида VI Нарина. Георгий V вошёл в Западную Грузию, занял Кутаиси и подчинил местных дидебулов. Царю удалось присоединить и Южную Грузию, после чего целостность страны была восстановлена. Следовало восстановить порядок и в церкви. В 30-х годах XIV века по инициативе Георгия V был созван церковный собор.

### Борьба против вторжения горских племен
Ко времени воцарения Георгия V в особенно тяжелом положении находилась центральная часть Грузии — Картли.
Восстания, не угасавшие в течение многих лет правления царя Давида, сына Деметре II, кровавый разгул карательных монгольских отрядов, голод и мор вконец опустошили страну. Города и села обезлюдели. Обстановку ещё более осложняли набеги осетин, спускавшихся в Картли по ущельям Лиахвы через Двалети. Между жителями ущелий Лиахвы, Ксани и Арагви не прекращались кровавые раздоры. Слабой царской власти было не под силу обеспечить мир и спокойствие внутри страны.
Тяжелая обстановка сложилась и в горных общинах ущелий Ксани, Арагви, Терека.
Теперь, при ослаблении царской власти, как уже говорилось выше, горцы стремились освободиться от опеки долины. Общины горцев, словно сговорившись, стали истреблять царских чиновников, эриставов, правителей.
Потребовалась многолетняя борьба для того, чтобы восстановить в стране порядок. Царю необходимо было, прежде всего, очистить долины от горцев, вернуть картлийским азнаурам их имения, твердо подчинить себе общины Ксани и Арагви.
С этой целью царь Георгий V предпринял большой поход: через Жинвали он проник в Мтиулети, миновал Крестовый перевал, прошел Хеви до Дарьяла, повернувши назад, спустился через Ломиси в Ксанское ущелье и оттуда через Мухрани вернулся в Тбилиси. Поход продемонстрировал жителям ущелий силу центральной власти.
Царь Георгий V созвал специальный дарбаз, который при участии высших должностных лиц Мтианети — эриставов и хевиставов, а также старейшин горских общин — хевисберов и эрованов разработал законы.
По приказу царя и при его активном содействии для горского населения Картли была составлена специальное «Уложение» («Дзеглис деба»). Его создание было обусловлено тяжелой ситуацией, сложившейся в горной Грузии. В этот же период был создан значительный памятник государственного права — «Распорядок царского двора», в котором были определены этикет царского двора, а также права и обязанности его чиновников и служителей. Главной целью этого мероприятия являлось восстановление среди горцев поколебавшегося было влияния грузинского феодального государства.
Георгий V восстановил традиционные формы правления в стране. Была проведена финансовая реформа, чеканилась грузинская монета, названная «гиоргаули тетри» (букв.:"Георгиевская").

## Разложение и распад государства ильханов. Восстановление могущества Грузии

Территория Грузинского царства во время правления Георгия V

С 1327 году в монгольской орде возобновились междоусобия. Абу Саид-хан обвинил своего воспитателя Чобана в измене. Чобан, его сыновья и единомышленники были казнены, после чего в ханстве начались внутренние войны. Однако смута пустила настолько глубокие корни, что хан уже не мог добиться восстановления своего прежнего могущества.
Георгий V воспользовался этим и изгнал монгольское войско. Так закончилось почти столетнее господство монголов в Грузии.
Тем временем царь Георгий V ещё более усилился. Он воспользовался ослаблением Абу Саид-хана для того, чтобы изгнать из Грузии монгольское войско и освободиться от выплаты хану дани.
В 1335 году Абу Саид-хан умер. После него единого государства ильханов уже более не существовало; в 50-х гг. оно распалось на несколько феодальных объединений кочующих тюркско-монгольских племен. Между ними начались бесконечные войны, которые в неменьшей степени разрушали плоды мирного труда, чем засилие баскаков.
Грузинское феодальное государство твердо встало на путь политического возрождения. В Западной Грузии так же, как в Самцхе, всегда существовала сильная партия сторонников восстановления политического единства страны. Она особенно усилилась после того, как Восточная Грузия сбросила тяжкое ярмо господства монголов.
В таких условиях для царя Георгия V не составило большого труда, после смерти царя Микела, сына Давида, присоединить к своему царству Западную Грузию.
В 1329 году Георгий V с войском перешёл Лихский хребет, легко взял Кутаиси и подчинил себе всю страну, а царевича Баграта, сына Микела, увёл с собой. Так царь Георгий V стал обладателем «обоих престолов». Вскоре царю подчинилось и самтавро Самцхе (1334).
Территориальное объединение Грузии, естественно, ставило вопрос об изменении структуры её государственного устройства.
Существовавшая ранее система управления была расстроена. Одни чиновничьи должности исчезли вовсе, значение других изменилось, иными стали теперь и права грузинского царя.
Политическое объединение, избавление общества от тяжести непосильной монгольской дани, исчезновение монгольских улусов и баскаков, восстановление относительного мира и порядка в стране дали свои плоды — экономика Грузии укреплялась. Развитию торговли и обмена способствовало появление новой полноценной серебряной грузинской монеты «гиоргаули». Особенно оживилась торговля с городами Северной Италии.
Налаживая отношения с западноевропейскими странами, Грузия постоянно заботилась о восстановлении своего былого престижа и влияния на Ближнем Востоке. Царь Георгий V установил дружеские отношения с египетским султаном из династии Бахриты, в руках которого находилась тогда Палестина — место паломничества христиан. Находившийся там грузинский Крестный монастырь мусульмане превратили в мечеть. Египетский султан, из уважения к царю Георгию V, восстановил грузин в правах владения Крестным монастырем и дал привилегию грузинским паломникам, направлявшимся в Иерусалим, въезжать в «святой город» с распущенными знаменами.
Оживлённые дипломатические отношения завязал царь Георгий V с Византией, а также с двором римского папы. В отношении Трапезундского царства проводилась традиционная политика поддержания прогрузински настроенных группировок, выступавших против власти византийского императора.

## Связи царя Георгия V с Европой
Достигнутые в стране успехи — усиление царской власти, пресечение самоуправства дидебулов, улучшение экономического положения страны позволили Георгию V начать активную внешнюю политику. Он восстановил влияние Грузии в Трапезундской империи. О Грузии в этот период стало известно далеко за пределами Ближнего и Среднего Востока.
Грузинский царь поддерживал дипломатические отношения с Римским папой Иоанном XXII. По указанию папы епархиальный центр католической церкви из города Смирны был перенесен в Тбилиси, что свидетельствует о росте международного авторитета Грузии. О том же свидетельствует и то, что египетский султан предоставил грузинам право построить новый храм в Иерусалиме (тогда как хану Золотой Орды в строительстве там же мечети было отказано).
В 1322/1323 гг. Георгий V установил отношения с французским королём Филиппом VI Валуа, которому царь обещал 30 тысяч воинов для освобождения Святой земли. Интенсивные торговые взаимоотношения Грузии с Генуей и Венецией способствовали экономическому подъёму и развитию страны.
Георгий V восстановил единство страны, упрочил царскую власть, спас страну от полного уничтожения, возродил разрушенную монголами Грузию.

## Предложение короля Филиппа VI Франции

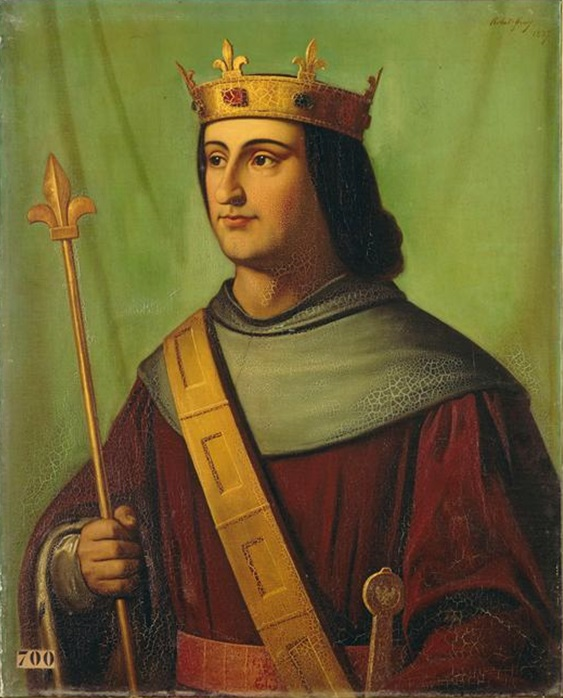
Филипп VI Валуа

Филипп VI отправил посредников, Тебризских Францисканцев к Абу Саиду императору Персии, а также к царю Грузии Георгию Блистательному, чтоб призвать к войне против Сарацинов. Переговоры король Франции начал ещё в 1331 году в месте с королями Европы. Особенно с главами Венеции, чтобы создать план крестовых походов против Египетского султана. Из трудов францисканцев выявляется планы Филиппа VI Валуа и детали переговоров, которыми занимались его послы с Абу Саидом и с Георгием V Грузии. Послы должны были убедить этих правителей, чтобы они включились в войну против Египта.
В 1322 году Француз Рикардо Мэрчер отправился в Персию с письмом Филиппа. В Персии Мерчер призвал Европейцев Персии (торговцев, миссионеров) на собрание, на котором ему было предложено не передавать письмо Абу Саиду, ибо Государство Хулагуидов являлся Монгольским, и у них уже было соглашение с Египтом, потому что и один и другой боролись как и с внутреннем, так и с внешними проблемами. На этом собрании было решено, что письмо должно быть отдано Христианскому царю, свободной от Монголов Грузии Георгию V Багратиону, чья резиденция была в Тбилиси.
Когда Рикардо Мерчер с Александром Английским прибыли в Тбилиси, король их принял славно. Послы оставались в Грузии в течение 2 месяцев. На обратном пути они взяли с собой письмо короля Грузии к Филиппy, но по неизвестным причинам письмо не дошло до адресата. K счастью, послы знали позицию Георгия и наизусть рассказали Филиппу.
| Грузинский язык | Русский язык | Латинский язык |
| საფრანგეთის ღვთაებრივი ხელმწიფენი ხშირად აღძრავენ აღმოსავლეთის მეფეებს სარკინოზთა წინააღმდეგ(საბრძოლველად), მაგრამ(საქმე ის არის), რომ შემდეგ ისინი აღარ მოდიან, სტოვებენ რა მათ ამ მტანჯველ ომში(მარტოდ). ამგვარად, გთხოვთ თქვენ დაადგინოთ, როგორ და როდის გადმოლახავთ ზღვას და მყისვე მეც(იქ) მიხილავთ, თქვენი კეთილი ნების შესაბამისად, 30 000 ჯარისკაცით. | "Богом назначенные короли Франции часто призывают восточных королей к воинам против Сарацинов, но дело в том что, потом они оставляют в этой битве нас одних, по этому прошу вас решить и дать мне знать когда вы переедете границы и в тот же миг вы меня там увидите с 30 тысячной армии ". | «Domini reges Franciae frequenter reges orientales commoverunt contra Saracenos, postea non venientes eos dimittebant in tribulatione guerrae; sed dicatis sibi, quod, quando mare transiverit, statim me videbit ad suum beneplacitum cum XXX millibus armatorum.» |

Из этого можно сделать вывод, что к этому периоду Грузия уже было абсолютно свободной от монголов и проводила собственную политику. Вероятно, царь провёл впечатляющие военные реформы: если он собирался отвести 30-тысячное войска за рубеж, значит минимум столько же должны были остаться внутри страны.
В 1337 году между Англией и Францией началась Столетняя война, вследствие чего планам короля Филиппа не было суждено сбыться.

## Семья
Личность жены Георгия V неизвестна. В «Грузинских хрониках» XVIII века сообщается, что Георгий V женился на дочери «греческого императора, лорда Михаила Комнина». Однако правящей династией Византийской империи в XIV веке были Палеологи, а не Комнины. Брак дочери Михаила IX Палеолога и его жены Риты II Армянской с грузинским правителем не упоминается в византийских источниках. Нет и незаконнорожденных дочерей Михаила IX. Однако Комнины правили в Трапезундской империи. Михаил Великий Комнин был императором Трапезунда с 1344 по 1349 год, но его единственным засвидетельствованным ребенком был Иоанн III Трапезундский. Были ли у Иоанна III братья и сестры, неизвестно.

## Смерть Георгия V
Георгий V умер в 1346 году. За все его деяния благодарные потомки нарекли его «Брцкинвале» («Блистательный»). После его смерти трон занял его сын Давид IX (1346—1360). Похоронен в Гелати.